# Hinterhuberinae
Hinterhuberinae Cuatrec., 1969 è una sottotribù di piante spermatofite dicotiledoni appartenenti alla famiglia delle Asteraceae (sottofamiglia Asteroideae, tribù Astereae). Attualmente (2024) questa sottotribù è un sinonimo della sottotribù Baccharidinae

## Etimologia
Il nome della sottotribù deriva da un suo genere Hinterhubera Sch. Bip. ex Wedd., 1857 (tra i più importanti), che a sua volta è stato denominato in onore del farmacista di Bolzano Dietro Rudolph Huber (1802 - 1892), conosciuto per le sue competenze della vegetazione alpina e autore di studi di botanica. Il nome scientifico della sottotribù è stato definito per la prima volta dal botanico catalano José Cuatrecasas (1903-1996) nel 1969.

## Descrizione
Le specie di questa sottotribù sono erbe o arbusti a ciclo biologico perenne. Sono presenti anche specie acaulescenti e specie con rizomi spessi.
Le foglie lungo il caule sono disposte in modo alterno (in modo opposto in Pteronia e in Olearia) con lamina per lo più intera; alcune hanno la superficie resinosa e altre glandulosa. Quelle basali in genere formano una rosetta.
Le infiorescenze sono o corimbose o scapiformi con capolini terminali. I capolini consistono in un peduncolo che sorregge un involucro a forma quasi emisferica composto da diverse squame disposte su più serie (normalmente 3 serie) che fanno da protezione al ricettacolo a forma da piano-convessa a conica, con o senza pagliette decidue, sul quale s'inseriscono due tipi di fiori: i fiori esterni ligulati e i fiori centrali tubulosi. Le squame non sono cigliate e hanno lunghezze scalari con forme da ovate a obovate, con apici subacuti e sono inoltre poco scariose.
I fiori sono tetra-ciclici (ossia sono presenti 4 verticilli: calice – corolla – androceo – gineceo) e pentameri (ogni verticillo ha in genere 5 elementi). In particolare i fiori ligulati esterni sono femminili e fertili disposti su una serie (o massimo 3), e i fiori centrali sono ermafroditi o funzionalmente maschili.
Formula fiorale: per queste piante viene indicata la seguente formula fiorale:
* K 0/5, C (5), A (5), G (2), infero, achenio
Calice: i sepali del calice sono ridotti ad una coroncina di squame.
Corolla: le forme della corolla sono varie; quelle ligulate sono lunghe (oppure ridotte) e di colore bianco o giallo, quelle del disco sono tubolari nella parte bassa e a forma di imbuto nella parte alta che termina con 4 - 5 lobi a forma di delta.
Androceo: l'androceo è formato da 5 stami con dei filamenti liberi; le antere invece sono saldate fra di loro e formano un manicotto che circonda lo stilo.
Gineceo: il gineceo ha uno stilo in genere filiforme. Le appendici dei rami dello stigma (alla fine dello stilo) sono due e strettamente lanceolate e papillose. L'ovario è infero uniloculare formato da 2 carpelli. Le linee stigmatiche dello stilo sono marginali.
I frutti sono degli acheni con pappo. Gli acheni, a forma obovata e cuneata alla base, sono provvisti di molti nervi oppure (meno comunemente) sono compressi con 2 nervi, oppure hanno 3 - 4 angoli; in genere sono glandulosi. Il pappo è composto da 8 - 12 setole, a forma sublanceolato-subulata, anche lunghe e disposte su 1 - 3 serie oppure è formato da scaglie.

## Distribuzione e habitat
L'habitat è vario e dipende dalla fascia climatica di appartenenza della specie considerata (tropicale o subtropicale). Le specie di questo gruppo in maggioranza abitano le zone dell'Emisfero australe e dell'America Centrale. Nella tabella sottostante sono indicate in dettaglio le distribuzioni relative ai vari generi della sottotribù.

## Tassonomia
La famiglia di appartenenza di questo gruppo (Asteraceae o Compositae, nomen conservandum) è la più numerosa del mondo vegetale, comprende oltre 23000 specie distribuite su 1535 generi (22750 specie e 1530 generi secondo altre fonti). La sottofamiglia Asteroideae è una delle 12 sottofamiglie nella quale è stata suddivisa la famiglia Asteraceae, mentre Astereae è una delle 21 tribù della sottofamiglia. La tribù Astereae a sua volta è suddivisa in 18 sottotribù (Hinterhuberinae è una di queste). 

Il numero cromosomico delle specie di questo gruppo è: 2n = 18.

### Filogenesi

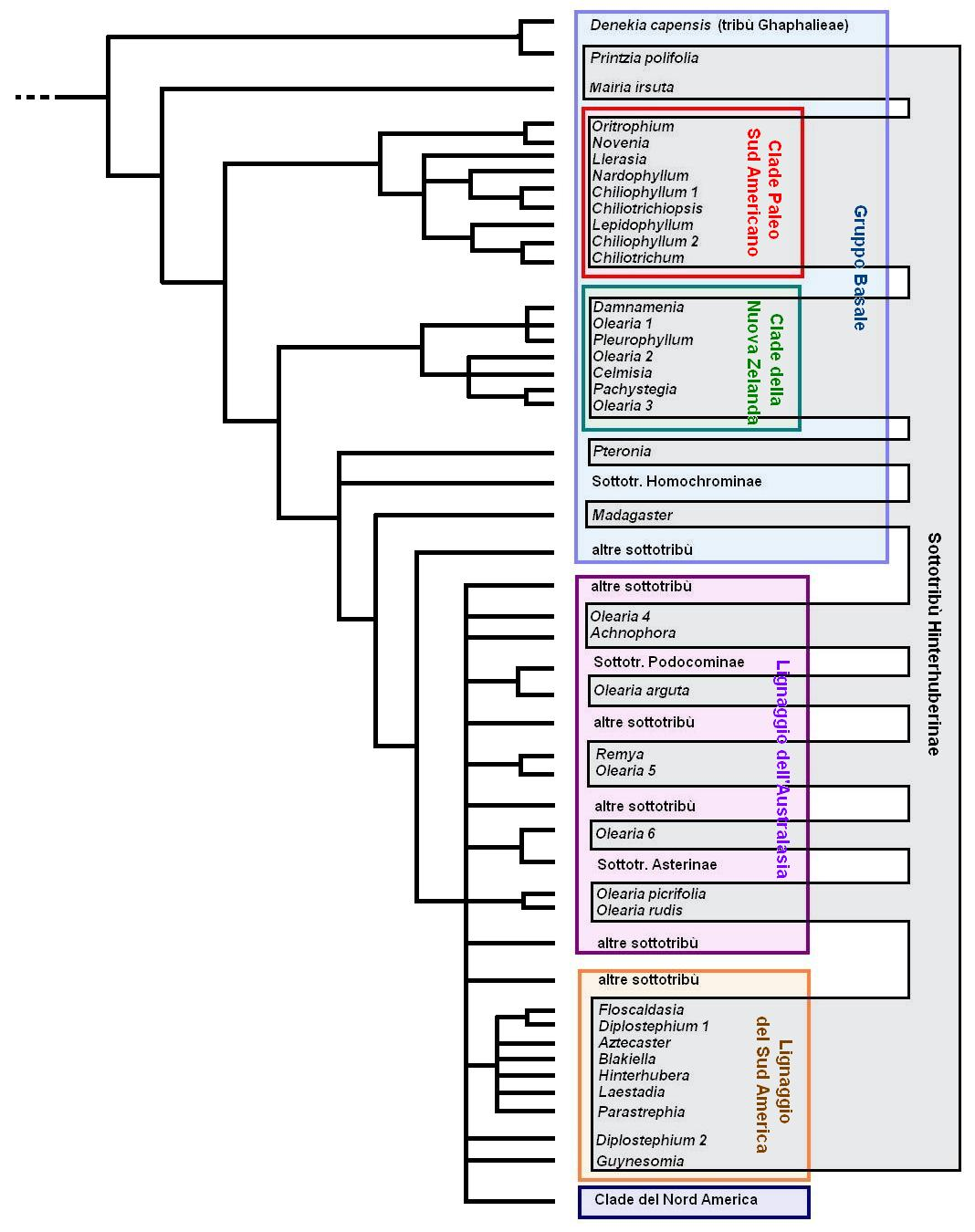
Cladogramma della sottotribù

Attualmente la sottotribù viene suddivisa nei seguenti gruppi di generi:

| Gruppo        | Generi | Distribuzione                                               |
| ------------- | --- | ----------------------------------------------------------- |
| Celmisia      | Achnophora Celmisia Damnamenia Olearia Pachystegia Pacifigeron Pleurophyllum                                                                  | Australia, Nuova Zelanda e Oceania                          |
| Chiliotrichum | Aylacophora Chiliophyllum Chiliotrichiopsis Chiliotrichum Diplostephium Lepidophyllum Llerasia Nardophyllum Oritrophium Paleaepappus Pteronia | Soprattutto America Meridionale (e in parte Africa del Sud) |
| Hinterhubera  | Aztecaster Floscaldasia Flosmutisia Hinterhubera Parastrephia Westoniella                                                                     | America Centrale e Meridionale                              |
| Madagaster    | Madagaster Mairia Rochonia | Africa Meridionale                                          |
| Novenia       | Novenia | America meridionale                                         |
| Olearia       | Olearia | Australia                                                   |
| Remya         | Remya | Hawaii                                                      |
| Non assegnati | Blakiella Guynesomia Printzia |                                                             |

Dei tre generi non assegnati Blakiella è stato trasferito recentemente dalla sottotribù Podocominae (stessa tribù di Hinterhuberinae); Guynesomia è stato descritto recentemente con possibili affinità al gruppo Hinterhubera; mentre Printzia è stato trasferito dalla tribù delle Inuleae.

Secondo gli ultimi studi la tribù Astereae è suddivisa in più linee filogenetiche (lignaggi o gruppi) e/o cladi: (1) gruppo basale (per lo più lignaggio africano, ma anche eurasiatico), (2) clade paleo-sudamericano, (3) clade della Nuova Zelanda, (4) lignaggio dell'Australasia, (5) lignaggio del Sudamerica, (6) clade nordamericano. La sottotribù Hinterhuberinae è distribuita variamente sui vari gruppi. Sempre in base agli ultimi studi di tipo filogenetico fatti sulle specie della sottotribù di questa voce (e di altre sottotribù delle Astereae) non è stato trovato nessun supporto per la monofilia delle Hinterhuberinae. Questo vuol dire anche che i rapporti della sottotribù di questa voce con le altre sottotribù (della stessa tribù - Astereae) non sono chiari. Pertanto alcuni caratteri morfologici delle Hinterhuberinae (come la sterilità ovarica dei fiori del disco, oppure il dioicismo, o ancora il ricettacolo con pagliette avvolgenti la base dei fiori e altri ancora) condivisi con altre sottotribù della stessa tribù, si ipotizza siano un risultato di evoluzione convergente.

In particolare il gruppo Hinterhubera non risulta monofiletico in quanto al suo interno sono collocati alcuni generi della sottotribù Baccharidinae. Anche il gruppo Chiliotrichum non risulta monofiletico. Mentre è monofiletico il gruppo Celmisia.

Risultati preliminari indicano che i gruppi Chiliotrichum (escluso il genere Diplostephium), Celmisia e Novenia fanno parte del “gruppo basale” (gruppo evolutivo primitivo) insieme alla sottotribù Feliciinae; mentre i gruppi Madagaster, Olearia e Hinterhubera (inclusi i generi Diplostephium, Guynesomia e Blakiella) fanno parte del clade dell'emisfero australe con altre sottotribù quali Lagenophorinae, Asterinae, Podocominae, Baccharidinae e Brachyscominae.

Il cladogramma a lato della sottotribù (tratto dallo studio citato e semplificato) mostra chiaramente la polifilia della tribù.

### Composizione della sottotribù
La sottotribù comprende 33 generi e quasi 500 specie.

| Genere                                                   | N. specie                                                                         | Distribuzione                   |
| -------------------------------------------------------- | --------------------------------------------------------------------------------- | ------------------------------- |
| Achnophora F. Muell., 1883                               | 1 sp. ( A. tatei F. Muell. )                                                      | Australia                       |
| Aylacophora Cabrera, 1953                                | 1 sp. (A. deserticola Cabrera)                                                    | Argentina                       |
| Aztecaster G.L. Nesom, 1993                              | 2 spp.                                                                            | Messico                         |
| Blakiella Cuatrec., 1969                                 | 1 sp. (B. bartsiifolia (S.F. Blake) Cuatrec.)                                     | Colombia e Venezuela            |
| Celmisia Cass., 1825                                     | ca. 60 spp.                                                                       | Nuova Zelanda e Australia       |
| Chiliophyllum Phil., 1836                                | 3 spp.                                                                            | Argentina e Cile                |
| Chiliotrichiopsis Cabrera, 1937                          | 3 spp.                                                                            | Argentina e Perù                |
| Chiliotrichum Cass., 1817                                | 2 spp.                                                                            | Argentina e Cile                |
| Damnamenia D.R. Given, 1973                              | 1 sp. (D. vernicosa (Hook. f.) D.R. Given)                                        | Nuova Zelanda                   |
| Diplostephium Kunth in H.B.K., 1818                      | oltre 70 spp.                                                                     | Costa Rica e Ande               |
| Floscaldasia Cuatrec., 1969                              | 2 spp.                                                                            | Colombia e Ecuador              |
| Flosmutisia Cuatrec., 1986                               | 1 sp. (F. paramicola Cuatrec.)                                                    | Colombia                        |
| Guynesomia Bonifacino & Sancho, 2004                     | 1 sp. (G. scoparia (Phil.) Bonifacino & Sancho)                                   | Cile                            |
| Hinterhubera Sch. Bip. ex Wedd., 1857                    | 8 spp.                                                                            | Colombia e Venezuela            |
| Laestadia Kunth ex Less., 1832                           | 6 spp.                                                                            | Costa Rica e Ande               |
| Lepidophyllum Cass., 1816                                | 1 sp. (L. cupressiforme (Lam.) Cass.)                                             | Patagonia                       |
| Llerasia Triana, 1858                                    | 10 spp.                                                                           | Colombia Bolivia e Ande         |
| Madagaster G.L. Nesom, 1993                              | 5 spp.                                                                            | Madagascar                      |
| Mairia Nees, 1832                                        | 3 spp.                                                                            | Africa meridionale              |
| Nardophyllum (Hook. & Arn.) Hook. & Arn., 1836           | 7 spp                                                                             | Argentina, Bolivia e Cile       |
| Novenia S.E. Freire, 1986                                | 1 sp. (N. acaulis (Wedd. ex Benth. in Benth. & Hook. f.) S.E. Freire & F. Hellw.) | Argentina e Perù                |
| Olearia Moench, 1802                                     | ca. 180 spp.                                                                      | Australia                       |
| Oritrophium (Kunth) Cuatrec., 1961                       | ca. 21 spp.                                                                       | Venezuela, Bolivia e Messico    |
| Pachystegia Cheeseman, 1925                              | 1 sp. (P. insigne Cheeseman)                                                      | Nuova Zelanda                   |
| Pacifigeron G.L. Nesom, 1994                             | 1 sp. (P. rapensis (F. Br.) G.L. Nesom)                                           | Polinesia                       |
| Paleaepappus Cabrera, 1969                               | 1 sp. (P. patagonicus Cabrera)                                                    | Patagonia                       |
| Parastrephia Nutt., 1841                                 | 3 spp.                                                                            | Argentina, Bolivia, Cile e Perù |
| Pleurophyllum Hook. f., 1844                             | 3 spp.                                                                            | Nuova Zelanda                   |
| Printzia Cass., 1825                                     | 6 spp.                                                                            | Africa meridionale              |
| Pteronia L., 1763                                        | ca. 80 spp.                                                                       | Africa meridionale e Zambia     |
| Remya W. Hillebrand ex Benth. in Benth. & Hook. f., 1873 | 3 spp.                                                                            | Hawaii                          |
| Rochonia DC., 1836                                       | 4 spp.                                                                            | Madagascar                      |
| Westoniella Cuatrec., 1977                               | 6 spp.                                                                            | Costa Rica e Panama             |

### Chiave per i generi
Per meglio comprendere ed individuare i vari generi della sottotribù l'elenco seguente utilizza il sistema delle chiavi analitiche.
- SEZIONE A: il ricettacolo è provvisto di pagliette avvolgenti la base dei fiori;

- Gruppo 1A: le piante sono erbacee con fusto molto corto o assente;

genere Achnophora
- Gruppo 1B: le piante sono a portamento arbustivo;

- Gruppo 2A: i fiori del raggio sono presenti e colorati di bianco; i capolini sono supportati da brevi peduncoli spogli;

genere Chiliotrichum
- Gruppo 2B: i fiori del raggio sono assenti (o se presenti sono colorati di giallo); i capolini sono sessili o su peduncoli bratteati;

- Gruppo 3A: le squame dell'involucro, persistenti, hanno dei margini lacerato-cigliati, appena induriti; i fiori del raggio spesso sono presenti;

- Gruppo 4A: i fiori del raggio sono presenti; le setole del pappo sono lunghe quanto le corolle dei fiori del disco; la superficie degli acheni non è glandulosa;

genere Chiliophyllum
- Gruppo 4B: i fiori del raggio sono presenti o assenti; il pappo è formato da scaglie fimbriate lunghe metà delle corolle dei fiori del disco; la superficie degli acheni a volte è fortemente glandulosa;

genere Chiliotrichiopsis
- Gruppo 3B: le squame dell'involucro, facilmente decidue, hanno dei margini lisci, induriti; i fiori del raggio sono assenti;

- Gruppo 5A: le setole del pappo sono lunghe quanto le corolle dei fiori del disco;

genere Nardophyllum
- Gruppo 5B: il pappo è formato da pagliette o scaglie inferiori o lunghe quanto le corolle dei fiori del disco;

- Gruppo 6A: il pappo è formato da scaglie di 1 – 2 mm di lunghezza; gli acheni sono fortemente compressi con 2 nervi longitudinali, sericei sui margini e facce glabre;

genere Aylacophora
- Gruppo 6B: il pappo è formato da pagliette lunghe quanto le corolle dei fiori del disco; gli acheni sono percorsi da molti nervi irsuti disposti in modo uniforme;

genere Paleaepappus
- SEZIONE B: il ricettacolo è senza pagliette (nudo);

- Gruppo 1A: le piante sono degli arbusti di tipo dioico;

genere Aztecaster
- Gruppo 1B: le piante sono erbe, arbusti o alberi di tipo monoico;

- Gruppo 2A: le piante sono degli arbusti aromatici densamente ramificati a forma di cipresso;

- Gruppo 3A: il pappo è formato da scaglie caduche strette e appuntite;

genere Lepidophyllum
- Gruppo 3B: il pappo è formato da molte setole lunghe e alcune scaglie o brevi setole disposte esternamente;

genere Parastrephia
- Gruppo 2B: le piante sono delle erbe o arbusti non particolarmente aromatici e non hanno la forma di cipresso;

- Gruppo 4A: i capolini sono omogamici e privi di fiori periferici femminili;

- Gruppo 5A: le infiorescenze sono corimbose; il ricettacolo è cilindrico;

genere Llerasia
- Gruppo 5B: le infiorescenze sono normalmente solitarie e posizionate all'apice dei rami; il ricettacolo è piano, convesso o concavo;

genere Pteronia
- Gruppo 4B: i capolini sono eterogamici con fiori periferici femminili;

- Gruppo 6A: i fiori tubulosi femminili spesso terminano a 5 lobi; i fiori del disco sono funzionalmente maschili;

- Gruppo 7A: i fiori femminili sono appuntiti;

- Gruppo 8A: le piante sono simili alle Bromeliaceae con le foglie glabre e in formazioni addensate; le corolle dei fiori femminili all'apice sono poco ampie;

genere Novenia
- Gruppo 8B: le piante sono piccoli arbusti (o sub-arbusti) con foglie pubescenti o glandulose; le corolle dei fiori femminili si allargano nel mezzo e si restringono in punta;

genere Westoniella
- Gruppo 7B: i fiori femminili terminano con 4 o 5 stretti, distinti lobi;

- Gruppo 9A: le piante sono arbusti spesso simili a quelli del genere Erica;

genere Hinterhubera
- Gruppo 9B: le piante hanno un portamento erbaceo eretto o strisciante;

- Gruppo 10A: il pappo è presente;

genere Flosmutisia
- Gruppo 10B: il pappo spesso è atrofizzato;

genere Laestadia
- Gruppo 6B: i fiori femminili hanno lobi lunghi o corti; i fiori del disco sono ermafroditi o funzionalmente maschili;

- Gruppo 11A: gli acheni dei fiori del raggio hanno una forma lineare o fusiforme con un rostro apicale;

genere Blakiella
- Gruppo 11B: gli acheni dei fiori del raggio sono privi di rostro;

- Gruppo 12A: il portamento delle piante erbaceo;

- Gruppo 13A: il pappo è formato da setole piumose;

- Gruppo 14A: le corolle dei fiori del disco hanno la forma di uno stretto imbuto; la distribuzione delle piante è relativa alle isole Auckland è Campbell (Nuova Zelanda);

genere Damnamenia
- Gruppo 14B: i fiori del disco hanno una forma a calice con un tubo stretto e l'estremità terminante bruscamente a forma di ciazio; la distribuzione delle piante è relativa al Sudafrica;

genere Mairia
- Gruppo 13B: le setole del pappo non sono piumose;

- Gruppo 15A: i fiori del disco sono funzionalmente maschili;

- Gruppo 16A: gli steli sono ramificati e prostrati; le foglie cauline sono presenti; i frutti acheni sono glandulosi; le setole del pappo sono lisce;

genere Floscaldasia
- Gruppo 16B: gli steli sono semplici ed eretti; le foglie sono disposte in rosette basali; i frutti acheni sono glandulosi; le setole del pappo sono scabre;

genere Oritrophium
- Gruppo 15B: i fiori del disco sono ermafroditi;

- Gruppo 17A: le piante hanno una forma biologica rosulata con strette foglie a un nervo; le infiorescenza sono lungamente peduncolate con capolini solitari;

genere Celmisia
- Gruppo 17B: le piante sono delle robuste erbe, con foglie a lama larga e venature longitudinali; le infiorescenza sono di tipo racemoso;

genere Pleurophyllum
- Gruppo 12B: il portamento delle piante è arbustivo oppure sono alberi;

- Gruppo 18A: i fiori del disco sono funzionalmente maschili;

- Gruppo 19A: le foglie, debolmente venate, formano degli agglomerati in cima ai rami; le infiorescenze, sessili, sono degli agglomerati di capolini; gli acheni dei fiori del raggio sono solo debolmente compressi con 9-11 costole longitudinali;

genere Pacifigeron
- Gruppo 19B: le foglie, con venature pennate, normalmente sono persistenti; le infiorescenze, con capolini peduncolati, sono piuttosto ramificate; gli acheni dei fiori del raggio sono compressi con 3-5 costole longitudinali;

- Gruppo 20A: il pappo è formato da numerose setole lunghe quasi quanto le corolle dei fiori del disco; i fiori del disco sono solamente di un tipo (= funzionalmente maschili);

genere Diplostephium
- Gruppo 20B: il pappo è formato da 3 – 9 setole appiattite e persistenti; i fiori del disco esterno sono spesso femminili;

genere Remya
- Gruppo 18B:

- Gruppo 21A: le teche delle antere sono provviste alla base da una lunga coda;

genere Printzia
- Gruppo 21B: la base delle antere è priva di coda;

- Gruppo 22A: le corolle dei fiori del raggio sono gialle;

- Gruppo 23A: le infiorescenze sono formata da 1 – 3 capolini con evidenti fiori del raggio; la forma dell'involucro è ampiamente campanulata;

genere Rochonia
- Gruppo 23B: le infiorescenze sono formata da 15 – 40 capolini in formazioni di racemo o di tirso, con piccoli fiori femminili; la forma dell'involucro è cilindrica;

genere Guynesomia
- Gruppo 22B: le corolle dei fiori del raggio vanno dal bianco al bluastro o violaceo;

- Gruppo 24A: le corolle dei fiori del disco sono strettamente campanulate, con i lobi un po' aperti; i frutti acheni sono provvisti di 5 – 8 coste longitudinali;

genere Madagster
- Gruppo 24B: le corolle dei fiori del disco sono strettamente campanulate, con i lobi ricurvi all'esterno; i frutti acheni sono provvisti di 4 – 5 coste o righe longitudinali;

- Gruppo 25A: le brattee dell'involucro sono disposte su 2 – 6 serie, sono glabre o debolmente tomentose, e con quelle interne lunghe meno di 14 mm; il pappo è formato da diverse setole di lunghezza variabile; i frutti acheni sono glabri o setolosi; i capolini sono solitari o raggruppati in infiorescenze composte;

genere Olearia
- Gruppo 25B: le brattee dell'involucro sono disposte su 8 – 9 serie, sono densamente tomentose, e con quelle interne lunghe più di 14 mm; il pappo è formato da diverse setole di uguale lunghezza; i frutti acheni sono densamente sericei; i capolini sono solitari;

genere Pachystegia

## Alcune specie

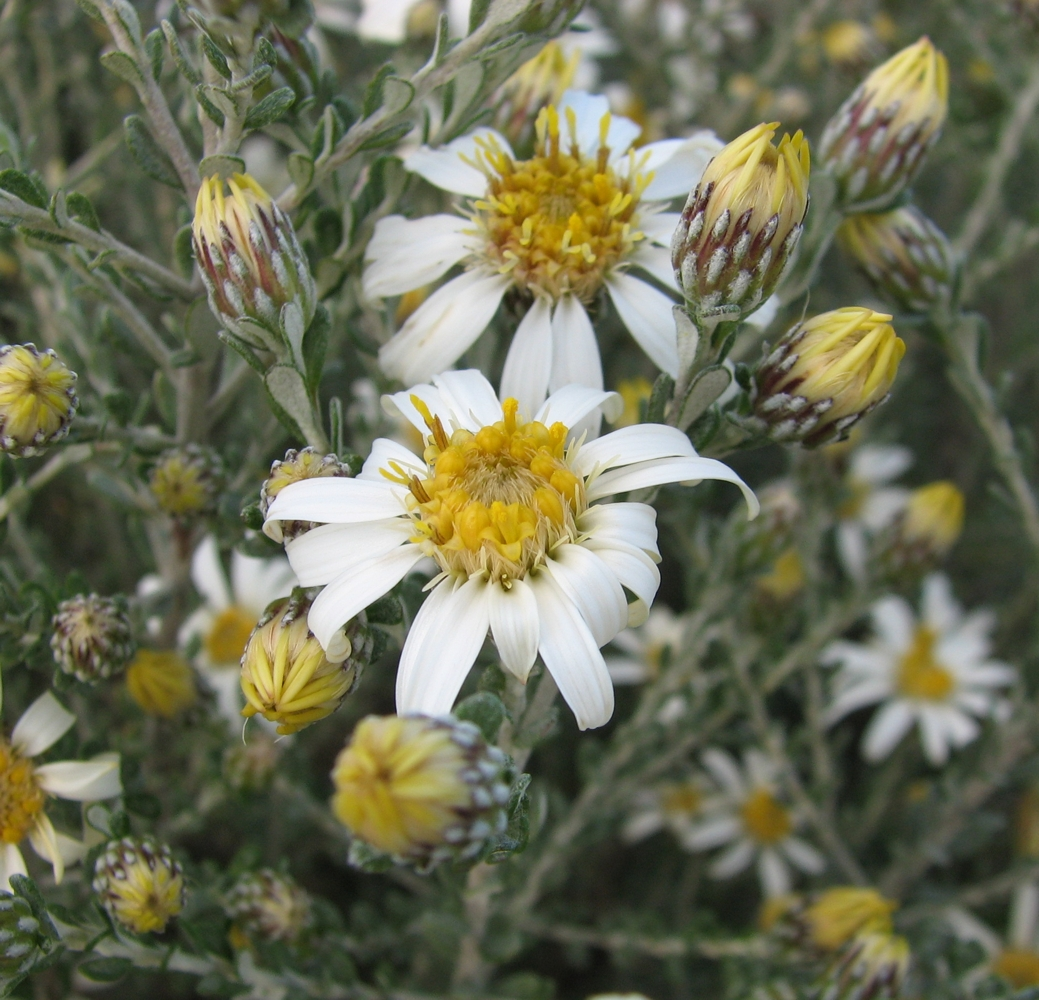
Olearia pimeleoides
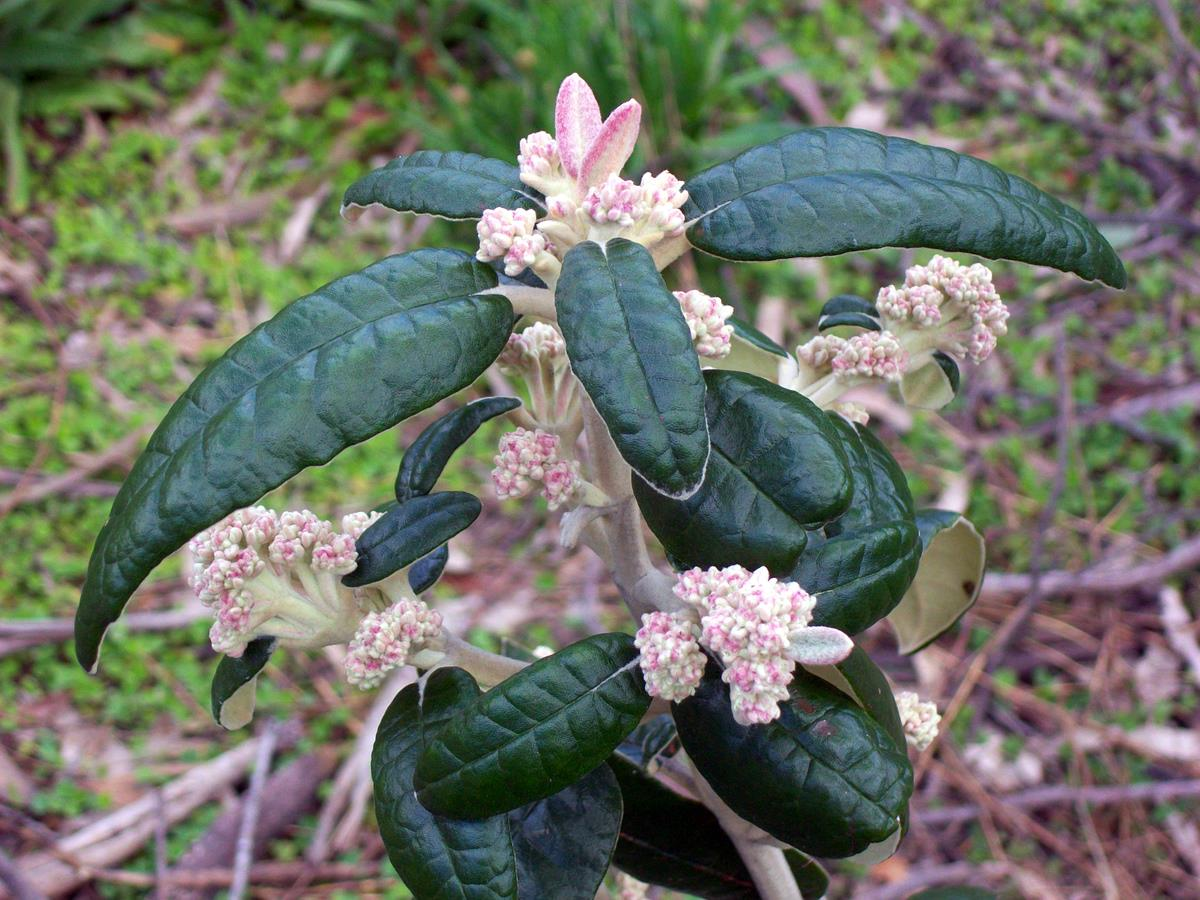
Olearia covenyi
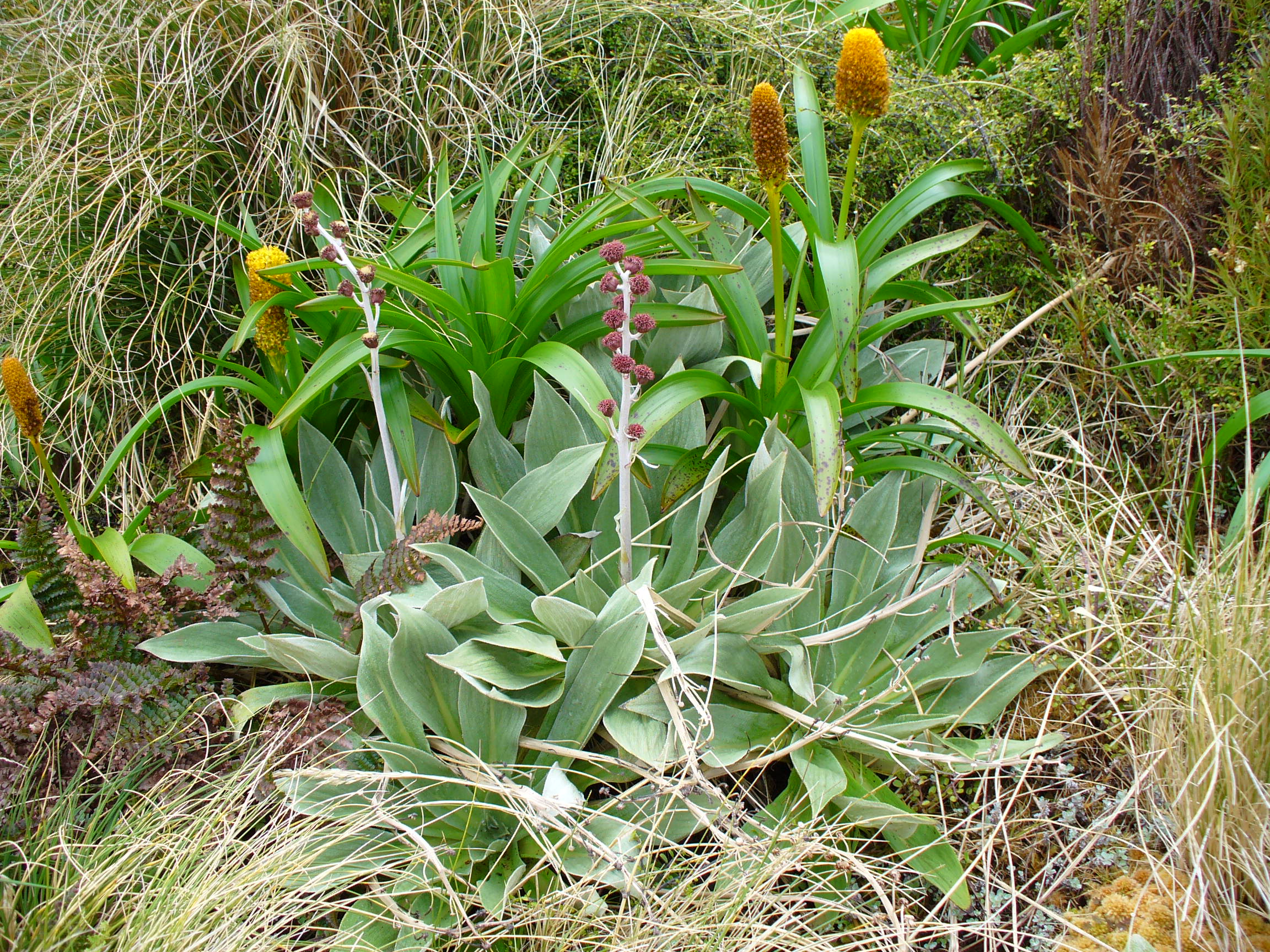
Pleurophyllum hookeri
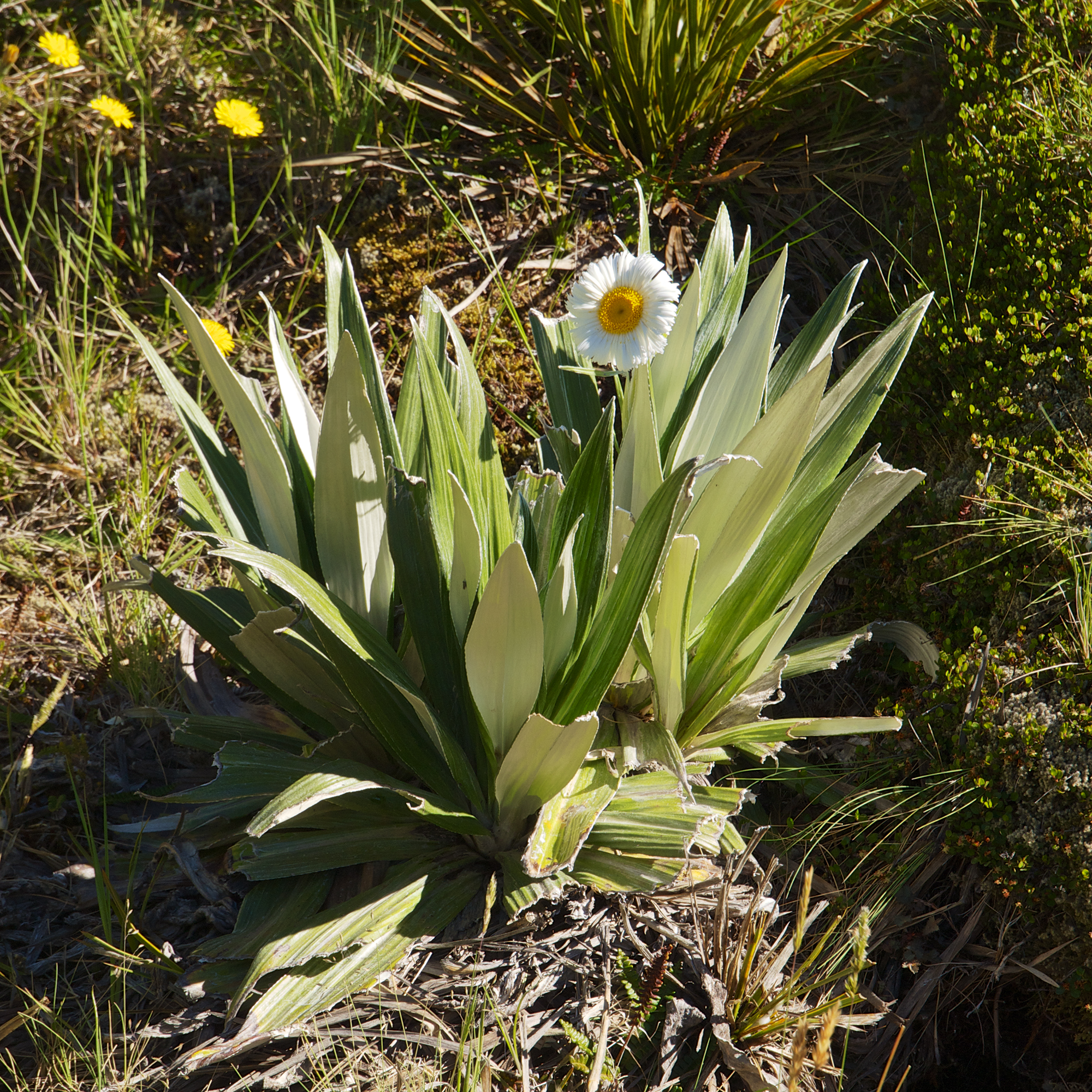
Celmisia semicordata
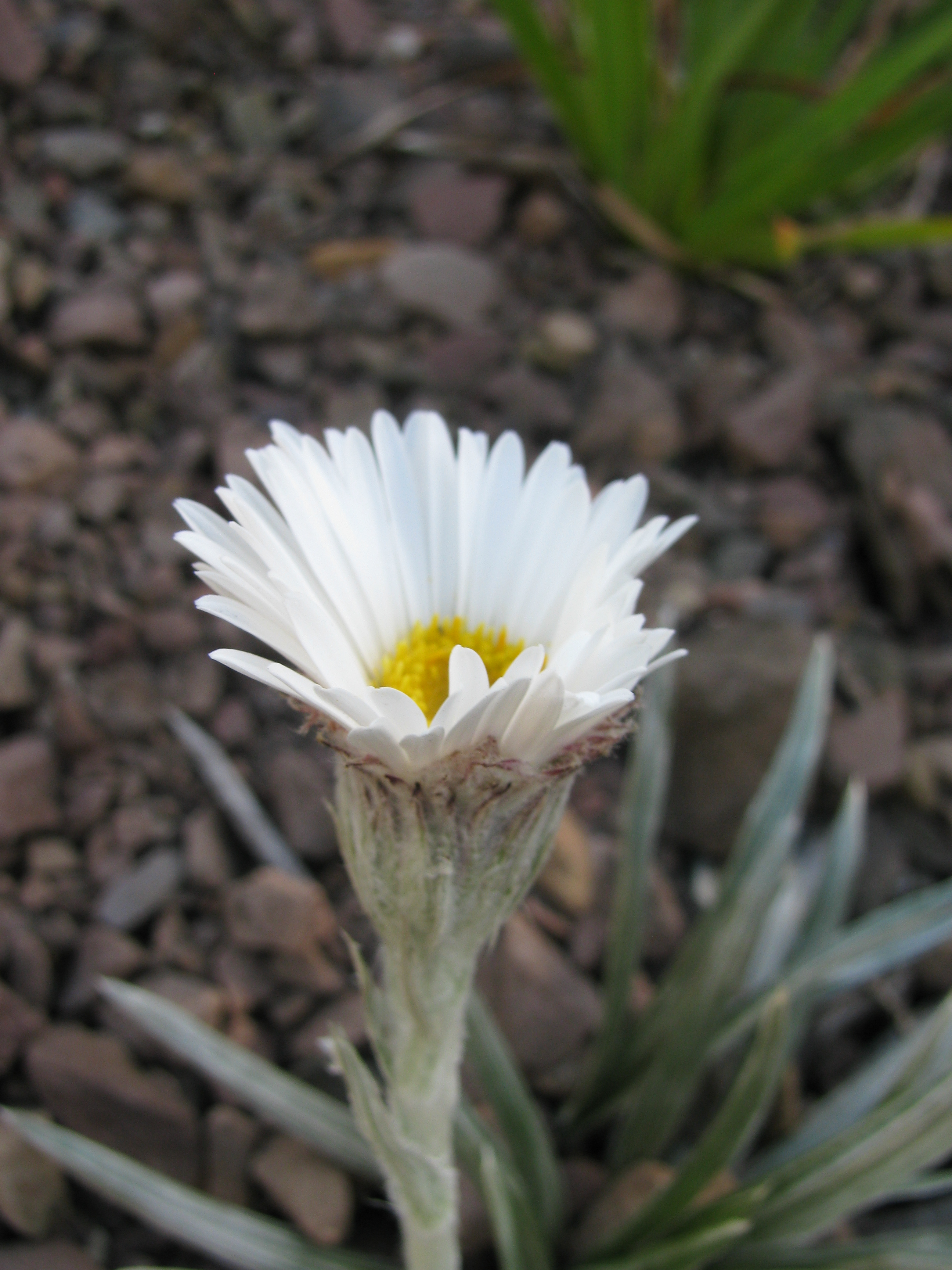
Celmisia asteliifolia
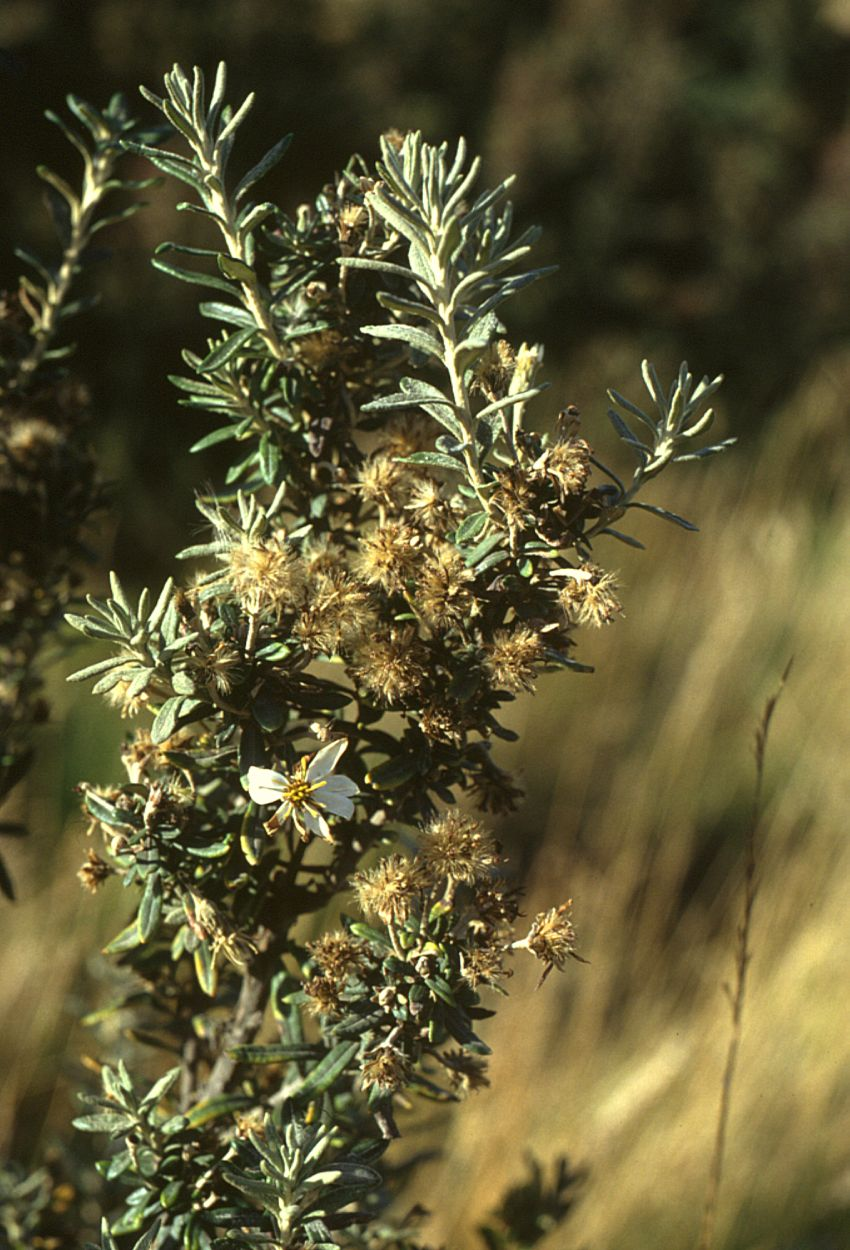
Chiliotrichum diffusum
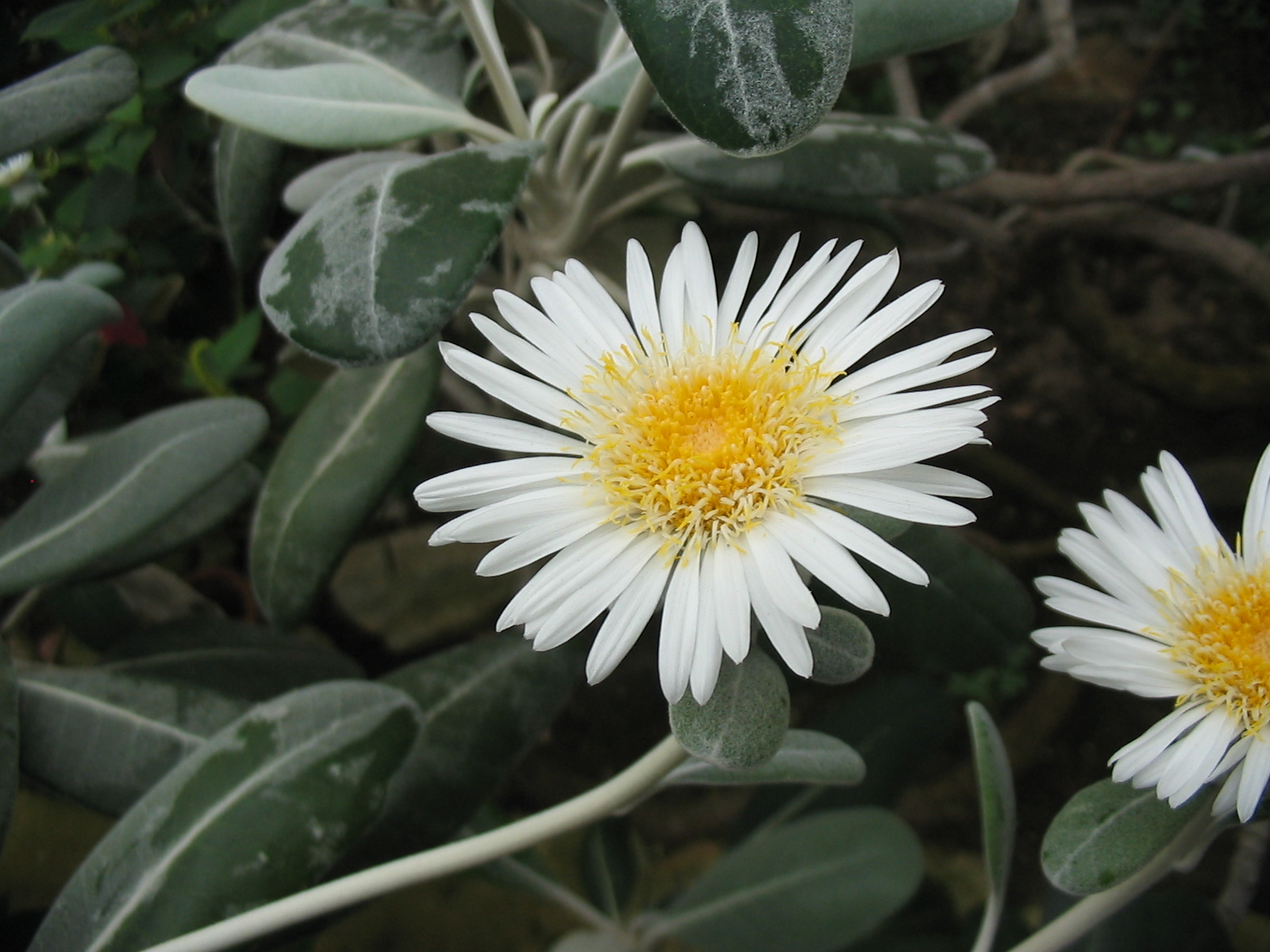
Pachystegia insignis
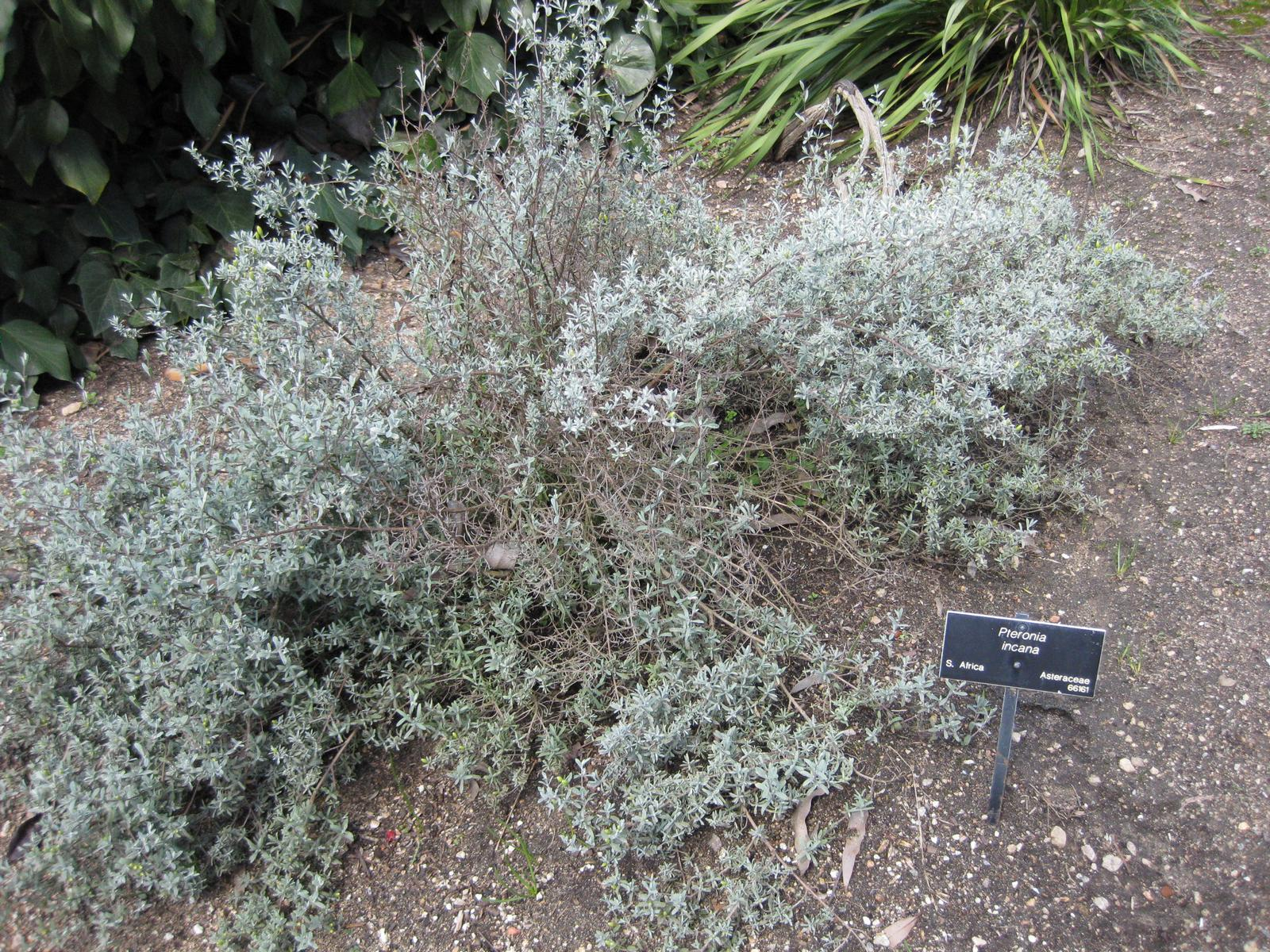
Pteronia incana